# Suore missionarie della Sacra Famiglia
Le suore missionarie della Sacra Famiglia (in polacco Siostry Misjonarki Świętej Rodziny) sono un istituto religioso femminile di diritto pontificio: i membri di questa congregazione pospongono al loro nome la sigla M.S.F.

## Storia
La congregazione venne fondata nel 1905 a Mohylew (l'attuale Mahilëŭ, in Bielorussia) da Bolesława Lament (1862-1946) con il fine di promuovere la riunione dei cristiani delle Chiese orientali alla Chiesa cattolica: venne eretta in istituto di diritto diocesano con decreto dell'arcivescovo di Mahilëŭ, Eduard von der Ropp, del 25 giugno 1924.
Le suore, a partire dal 1922, si diffusero soprattutto nella Polonia orientale (a maggioranza ortodossa), dove aprirono asili, orfanotrofi, dormitori e scuole di taglio e cucito. Nel secondo dopoguerra la casa generalizia della congregazione venne trasferita nella Polonia centrale, dove le religiose vennero impiegate soprattutto come infermiere negli ospedali.
Le missionarie della Sacra Famiglia ottennero il pontificio decreto di lode il 7 luglio 1967.
La fondatrice è stata beatificata da papa Giovanni Paolo II nel 1991.

## Attività e diffusione
Le missionarie della Sacra Famiglia si dedicano all'istruzione e all'educazione cristiana della gioventù.
Sono presenti in Europa (Bielorussia, Italia, Lituania, Polonia, Russia), in Africa (Kenya, Tanzania, Zambia) e negli Stati Uniti d'America: la sede generalizia è a Varsavia.
Al 31 dicembre 2005 l'istituto contava 338 religiose in 44 case.